# Route départementale 18 (Essonne)
Pour les articles homonymes, voir Route départementale 18.
La route départementale 18 est une route départementale située au sud du département français de l'Essonne et dont l'importance est restreinte à la circulation routière locale.

## Itinéraire
La route commence à la limite du département d'Eure-et-Loir dans lequel elle est identifiée sous le numéro D22 depuis la route nationale 154.
Dans le département de l'Essonne, de l'ouest au sud-est, les communes traversées sont :
- Pussay : depuis la limite du département d'Eure-et-Loir, elle porte l'appellation de Route de Gommerville. Depuis l'intersection avec la route départementale 838, elle traverse le centre-ville sous l'appellation de Rue Étienne Laurent et se poursuit sous l'appellation de Route de Monnerville.
- Monnerville : elle passe sous la ligne du TER Centre-Val de Loire Paris – Orléans, puis traverse en viaduc l'ancienne route nationale 20 ; au carrefour elle prend l'appellation de Route de Pussay puis de Grande Rue.
- Méréville : elle entre dans le bourg sous l'appellation de Route de Monnerville puis traverse le centre-ville sous le nom de Rue de la Madeleine, de Rue de la République puis de Rue de la Gare. Dans la commune, elle borde par le sud le parc du château de Méréville. Après un pont pour traverser la Juine, elle prend le nom de Route d'Estouches.
- Estouches : elle croise la route départementale 49 puis traverse le centre-bourg.

La route départementale poursuit ensuite vers l'est dans le département du Loiret sous le numéro D24 pour atteindre Sermaises où elle rejoint la D921.

## Pour approfondir